# Colours of Ostrava
Colours of Ostrava (Colori di Ostrava) è il più grande festival di musica internazionale della Repubblica Ceca e uno degli eventi musicali più importanti dell'Europa centrale.

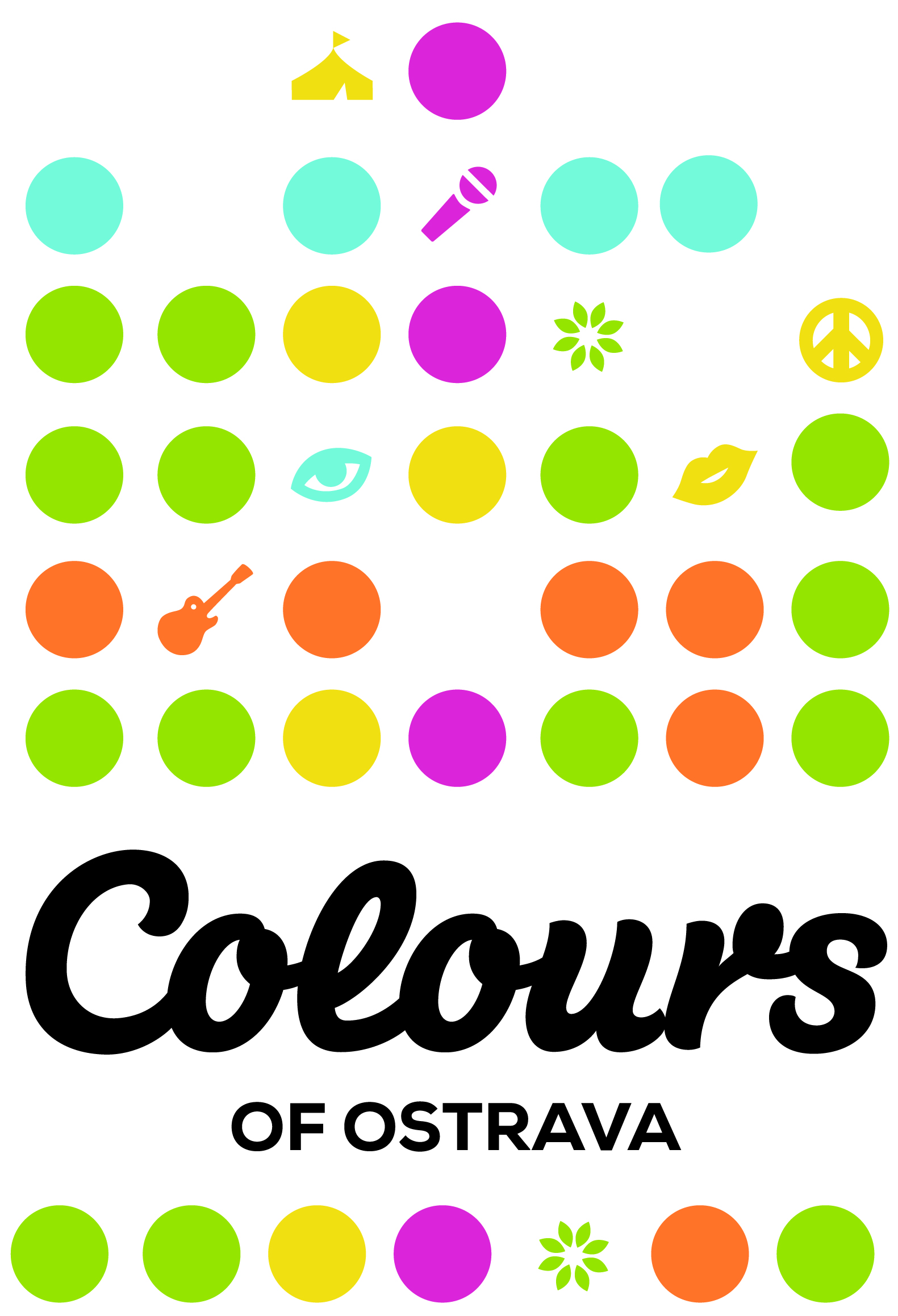
Logo di Colours of Ostrava

## Località di svolgimento
Il festival si svolge nella terza città della Repubblica Ceca per numero di abitanti, Ostrava, che è iscritta all'elenco del patrimonio tecnico europeo per i suoi siti di miniere di carbone e di industria siderurgica. 

## Generi musicali
Il festival ospita tra gli altri: la musica internazionale, la danza, la musica etnica e una serie di nomi noti della scena musicale ceca, compresi artisti e gruppi alternativi. La diversità degli stili è ben indicata ed espressa attraverso il nome del festival «Colours of Ostrava».
Il festival dispone di 12 scene, tra cui 2 grandi all'aperto (il palco principale ha una platea di 35.000 persone) e all'interno, poi, di un palcoscenico teatrale, uno spazio laboratorio, uno spazio per bambini, un cinema e di uno spazio per le discussioni dal vivo.

## Storia
La prima edizione si tenne nel 2002. Dal 2012, il festival si svolge nella zona di Vítkovice Bassa. Colours of Ostrava è il vincitore del premio musicale nazionale ceco Ceny Anděl per il 2005 e il 2006. Ha inoltre vinto il premio per il miglior evento musicale del 2004, 2005 e 2006 in un sondaggio dell'ALMA nella categoria di concerto/festival dell'anno.

## Musicisti intervenuti
A Colours of Ostrava hanno partecipato Emilíana Torrini, Grinderman, Robert Plant, ZAZ, Alanis Morissette, Cranberries, Sinead O'Connor, Bobby McFerrin, Mariza, Salif Keïta, Jamie Cullum, Janelle Monáe, The Flaming Lips, Antony and the Johnsons, Jan Garbarek, Gipsy Kings, Kronos Quartet, Michael Nyman e Animal Collective, Bastille, John Newman, John Butler, Angélique Kidjo, Chet Faker ed altri nomi noti del jazz, world music, rock, pop e della musica alternativa. Il festival offre un nutrito programma collaterale con teatro, workshop, dibattiti, film, ecc.
Nel 2014, la partecipazione di pubblico è stata di oltre 40.777 persone.